# Леопард
Леопа́рд, панте́ра леопа́рд, панте́ра, па́рдус, пард, або панте́ра плями́ста (Panthera pardus) — великий ссавець ряду хижих родини котових (Felidae). Типовий вид роду пантера (Panthera) та підродини пантерових (Pantherinae), один з 5 сучасних видів «великих котів». Українською здебільшого називають «леопардом». Втім варто відрізняти також наукову назвою іншого роду котів — Leopardus.

## Зовнішній вигляд
Велика кішка з витягнутим і дещо стислим із боків м'язистим тілом, округлою головою, довгим хвостом і середньої довжини кінцівками. Вуха короткі, закруглені, без «пензликів» на кінцях. Баки не розвинені. Розміри пардусів залежать від географічної області та сильно варіюють, але самці в середньому на третину більші за самиць. Довжина тіла досягає 200—250 см (з яких 75-110 см припадають на хвіст), маса самиць — 35-50 кг, самці — 45-70 кг. Зубів, як і у гепарда, 30.
Шерсть у пардусів коротка, густа. Загальний тон забарвлення варіює від блідо-солом'яного або сірого до іржаво-бурого; по тілу, хвосту і ногам розсіяні дрібні та середні чорні плями, суцільні й у вигляді кілець. Нижні частини і внутрішні сторони ніг білі. Пардуса можна сплутати з ягуаром, проте останній більший; виняток становить далекосхідний підвид. Зимове хутро густіше і довше літнього і з декілька світлішим основним тоном. Молоді пардуси забарвлені світлішим; основний фон у них сірувато-жовтий, іноді навіть брудно-білий.
У тропічних країнах іноді зустрічаються тварини-меланісти, яких називають «чорними пантерами» (від дав.-гр. πάνθηρ). Особливо поширені вони на Яві. Чорні особини можуть народитися в одному виводку з нормально забарвленими дитинчатами.
Тривалість життя пардусів становить близько 20 років.

## Назва
Назва «пардус» згадується у багатьох літописних документах часів Русі. На сходах на хори (ліва стінка лівого ходу) у Софійському соборі є відома фреска зі сценою полювання з «пардусами», але тепер відомо, що мова насправді йшла про гепардів, яких дарували князям як царські подарунки. лат. Pardus назва виду походить від грец. πάρδος — «пантера», яке можливо походить від івр. BÄRŌD — «плямистий».
За зоологічним словником Маркевича й Татарка (1983), цей вид пантер має 4 синоніми: «пантера леопард», «барс», «леопард», «пардус». Остання назва (пардус) повністю збігається з науковою (латинською) назвою цього виду — Panthera pardus, яку цьому виду дав Карл Лінней.

## Розповсюдження і підвиди
Область розповсюдження леопарда ширше за ареал будь-якого іншого представника родини котячих, крім домашньої кішки.
Він населяє велику частину Африки (крім Сахари), Передню Азію, Закавказзя, Пакистан, Індію, Китай, Індонезію, острови Ява, Занзібар (підвид вимер) і Шрі-Ланка.
Колись цей звір був поширений і в Європі, але вимер там до кінця плейстоцену (11 000 років тому). Скам'янілості знайдені в Австрії, Чехії, Франції, Німеччині, Греції, Італії, Монако, Нідерландів, Іспанії та Польщі. Викопні кістки та зуби, схожі на леопарда були розкопані в Англії, Швейцарії, Гібралтарі, Угорщині. Найдавніші однозначні скам'янілості леопарда походять зі Східної Африки, датуються приблизно 2 мільйонами років тому. Леопарди вперше прибули до Євразії під час пізнього раннього-раннього середнього плейстоцену приблизно від 1,2 до 0,6 мільйона років тому. Скам'янілості леопарда, датовані плейстоценом, також були розкопані на Японському архіпелазі. Скам'янілості леопарда також були знайдені на Тайвані.
Цей вид пантер зустрічається в глухих тропічних, субтропічних і змішаних лісах маньчжурського типу, на гірських схилах і рівнинах, в саванах, чагарниках по берегах річок.

### Підвиди
Вважалося, що пардус (пантера плямиста) утворює до 35 підвидів, які розрізняються головним чином забарвленням і розташуванням плям. Проте нещодавні дослідження показали, що тільки 8 з них можна визнати окремими:
|  | Panthera pardus pardus     | Підвид Пардус африканський (Африка)                                                                          |
|  | Panthera pardus delacouri  | Підвид Індо-китайський леопард (Материкова частина пд.-сх. Азії)                                             |
|  | Panthera pardus fusca      | Підвид Пардус індійський (Індія, Південно-східний Пакистан, Непал)                                           |
|  | Panthera pardus kotiya     | Підвид Ланкійський леопард (Шрі-Ланка)                                                                       |
|  | Panthera pardus melas      | Підвид Яванський леопард (Ява)                                                                               |
|  | Panthera pardus nimr       | Підвид Арабський леопард (пд.-зх. Азія та Аравійський півострів)                                             |
|  | Panthera pardus orientalis | Підвид Пардус амурський (Далекий Схід, Північний Китай, Корея)                                               |
|  | Panthera pardus tulliana   | Підвид Анатолійський леопард (Туреччина, Кавказ, Туркменістан, Узбекистан, Іран, Ірак, Афганістан, Пакистан) |
|  | Panthera pardus spelaea    | † Підвид Пардус європейський (доісторичний вимерлий підвид)                                                  |

## Спосіб життя і живлення

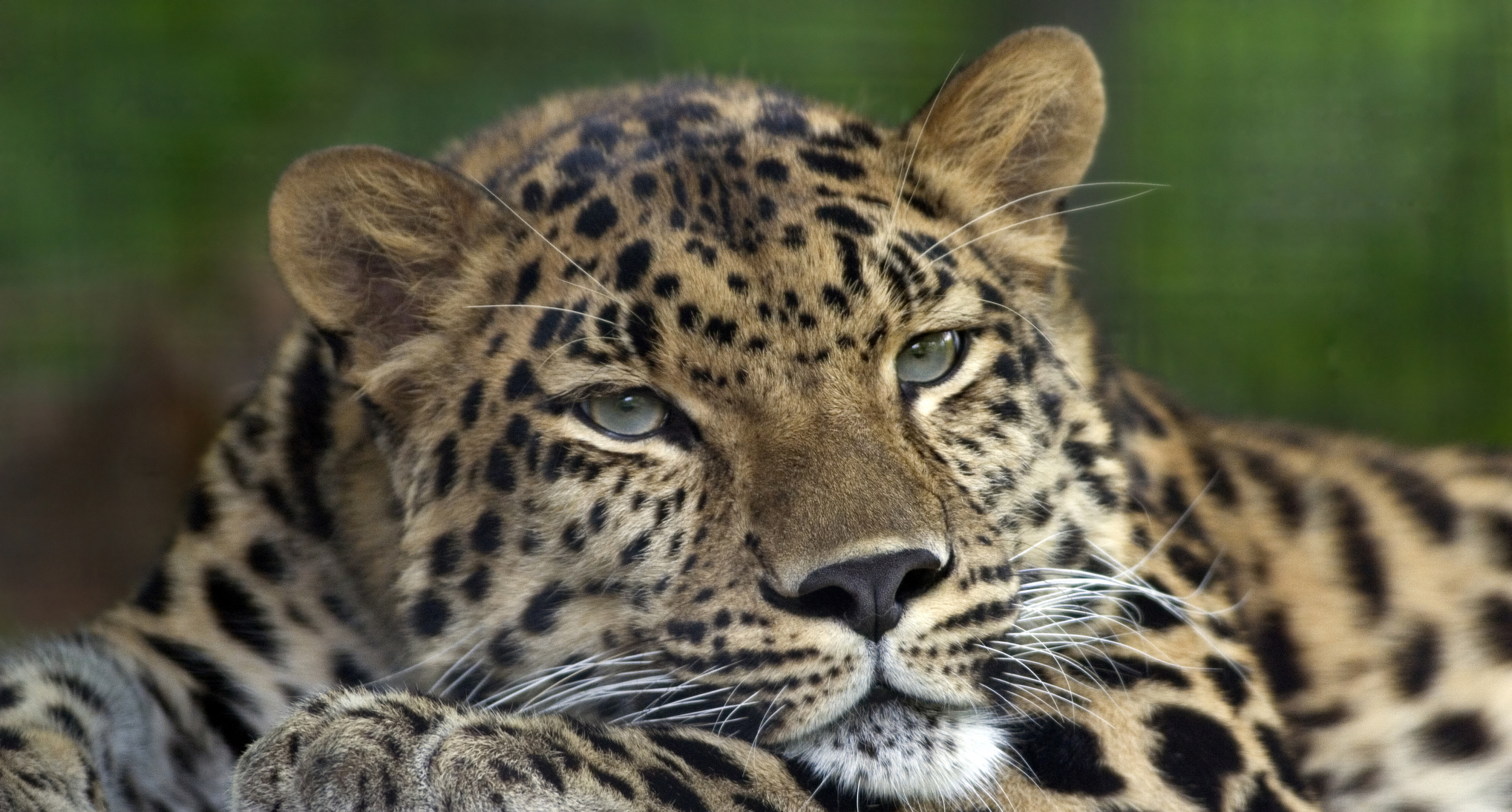
Пардус амурський (Panthera pardus orientalis) у зоопарку Пітсбурга

Це поодинокий, переважно нічний звір. Пардуси легко пристосовуються і живуть в лісах, горах і навіть пустелях, причому площа індивідуальної ділянки варіює від 8 до 400 км² залежно від регіону, рельєфу і кількості здобичі.
Пардус чудово лазить по деревах, нерідко влаштовуючись там на денний відпочинок або в засідці, а деколи навіть ловить на деревах мавп. Проте переважно пардус полює на землі. Він тихо підкрадається до здобичі на відстані стрибка. Стрибає на здобич і душить її, але у разі невдачі не переслідує. Бували випадки, коли хижак не підкрадався до здобичі, а навпаки спеціально тьопав лапами, щоб здобич почула його, потім затихав і, тому здобич не знала, в якому саме він місці. Залишки великої здобичі він затягує на дерево, щоб уберегти від гієн, шакалів і інших некрофагів.
Харчується в основному копитними: антилопами, оленями, сарнами і іншими, а в період нестатку кормів — гризунами, мавпами, птахами, навіть плазунами. Іноді переслідує домашніх тварин (овець, коней). Подібно до тигра часто викрадає собак; від нього потерпають лисиці та вовки. Не гидують падлом і крадуть здобич у інших хижаків, зокрема інших пардусів.
Пардус дуже рідко нападає на людину. Результати його нападу можуть мати фатальні наслідки для мисливця. Серед пардусів рідше, ніж серед левів і тигрів, зустрічаються людоїди.
Всі зовнішні відчуття, окрім, можливо, нюху у пардуса чудово розвинені. Голос цього хижака — далеко чутний рев (у горах іноді на декілька кілометрів), який складається з чергування низьких і високих звуків.
Живуть пардуси 10-11 років у природі і до 21 року в неволі.

## Розмноження
У південних районах проживання пантери розмножуються цілий рік. На Далекому Сході тічка відбувається в кінці осені або на початку зими. Як і у інших «кішок», воно супроводжується бійками і гучним ревом самців, хоча в звичайний час пантера рідко подає голос, будучи мовчазнішим видом, ніж лев і тигр.
Після 3-місячної вагітності з'являються 1-3 сліпих дитинчат. Лігвом їм служать печери, міжгір'я, ями під корінням вивернутих дерев, завжди в глухому, відокремленому місці. Молоді пантери ростуть помітно швидше тигрів і вже через 2,5 року досягають дорослих розмірів і статевої зрілості, причому самки дещо раніше, ніж самці.

## Статус популяції

Чорна пантера — меланіст пардуса.

Чисельність пардусів на всьому ареалі неухильно скорочується. Головна загроза для нього пов'язана зі зміною природних місць проживання і скороченням кормової бази. Торгівля пардусовими шкурами, яка колись була серйозною проблемою, зараз відійшла на другий план, і головну заклопотаність викликає відстріл браконьєрами тварин для потреб східної медицини.
П'ять підвидів пардуса, у тому числі й далекосхідний, включено в Червону книгу МСОП.

## Еволюція
Найдавніші скам'янілості пантери плямистої належать до пліоцену південної, східної та північної Африки. Крім Африки скам'янілості також знайдені у Європі, на заході, півдні та сході Азії (включно з островами Суматра, Тайвань, Хонсю). Результати філогенетичних досліджень вказують на те, що найближчими сучасними родичами пантери плямистої є лев і ягуар.